# 利州路
利州路，宋朝在四川北部设的路。
北宋管辖一府（兴元府）、九州（利州、洋州、阆州、剑州、巴州、文州、兴州、蓬州、龙州）。南宋管辖三府（兴元府、隆庆府、同庆府）、十二州（利州、洋州、沔州、巴州、阆州、蓬州、政州、金州、阶州、西和州、凤州）、二军（大安军、天水军）。南宋绍兴三十二年，户三十七万一千九十七，口七十六万九千八百五十二。
宋朝时，四川盆地分设西川路和峡路，后再分西川路为益州路和利州路，分峡路为梓州路和夔州路，合称四川，为四川地理名的由来。利州路最初治利州，北宋末才迁治兴元。后改益州路为成都府路，改梓州路为潼川府路，分利州路为利州东、西路。

## 行政区划
| 路                 | 府（附郭县）       | 屬州，县                                       |
| 益州路（成都府路） | 成都府             | 邛、眉、蜀、彭、綿、漢、嘉、簡、黎、雅、茂、威 |
| 利州路             | 興元府             | 利、洋、閬、劍、巴、文、興、蓬、龍             |
| 梓州路             | 懷安县 廣安县      | 梓、遂、果、資、普、昌、戎、瀘、合、榮、渠     |
| 夔州路             | 紹慶府、咸淳、重慶 | 夔、黔、施、忠、萬、達、涪、渝、開             |